# John G. Capstaff
John George Capstaff (* 24. Februar 1879 in Gateshead; † 31. Januar 1960 in San Diego, Kalifornien) war ein britisch-amerikanischer Fotograf, Ingenieur und Erfinder.

## Leben
Capstaff besuchte in Newcastle die Heaton Science and Art School des Rutherford College und studierte anschließend am Armstrong College mit Schwerpunkt auf Physik und Ingenieurwissenschaften. Danach arbeitete er für den Fotografen Edward Lyddell Sawyer (1856–1927) in Newcastle. Dort lernte er die Grundlagen der Fotografie kennen und spezialisierte sich auf das Kolorieren von Ausdrucken. Später eröffnete er ein eigenes Studio und arbeitete als Porträtfotograf. Gleichzeitig widmete er sich zunehmend mechanischen Problemstellungen und experimenteller Fotografie. Er entwickelte verschiedene Modifikationen des fotografischen Prozesses, unter anderem ein Edeldruckverfahren ähnlich dem Carbrodruck und die Herstellung von Fotografien, die erst sichtbar wurden, nachdem das Papier dem Licht ausgesetzt war.
1912 lernte Capstaff über Empfehlungen Charles E. Mees kennen, der zu dieser Zeit die Kodak Research Laboratories in Rochester, New York aufbaute. Capstaff wurde zunächst in dem Londoner Unternehmen Wratten and Wainwright, das von der Eastman Kodak Company aufgekauft worden war, ausgebildet und arbeitete ab dem Folgejahr im Forschungslabor in Rochester. Er war bis 1954 für Eastman Kodak tätig. In dieser Zeit war er wesentlich an neuen technischen Entwicklungen des Unternehmens beteiligt und reichte über 100 Patente ein.
1914 begann Capstaff mit der Entwicklung des Kodachrome-Zweifarbenfilms (ab 1930 als „Fox Nature Color“ bezeichnet; nicht zu verwechseln mit dem 1935 eingeführten Kodak Kodachrome). Damit konnten Rot und Grün auf Bildern naturgetreu wiedergegeben und Hautfarben realistisch reproduziert werden. 1915 wurde das neue Produkt auf der Weltausstellung in San Francisco präsentiert. Später wurde es modifiziert und für Kinofilme eingesetzt.
Zur gleichen Zeit arbeitete Capstaff erfolgreich an einem verbesserten Umkehrverfahren für die Amateurfotografie, wobei er auf Erkenntnissen von Rodolfo Namias aufsetzte. Er war auch wesentlich an der Entwicklung des 16-mm-Films beteiligt. Nach einer Verzögerung durch den Ersten Weltkrieg konnte er 1921 erstmals einen Film dieser Art („A Child‘s Birthday Party“) belichten. Am 5. Juli 1923 wurde der Kodak-16-mm-Film, gemeinsam mit der Ciné-Kodak-Kamera und dem Kodascope-Projektor, der Öffentlichkeit vorgestellt.
In der Folgezeit arbeitete Capstaff an der Verbesserung des Kodak-16-mm-Equipments wie Kameras und Geräten zur Filmentwicklung. Von 1925 bis 1928 adaptierte er ein von den Franzosen Rudolphe Berthon und Albert Keller-Dorian für 35-mm-Filme entwickeltes additives Drei-Farb-Verfahren basierend auf Linsenrastertechnologie. Das als Kodacolor- oder Keller-Dorian-Color bezeichnete Verfahren wurde bis ca. 1936 im Amateurfilmbereich eingesetzt. 1927 führte Capstaff den kommerziell erfolgreichen Schwarzweiß-Entwickler Kodak D 76 ein.
1944 wurde Capstaff mit dem Progress Medal Award der Society of Motion Picture Engineers ausgezeichnet. 1946 gewann er zusammen mit vier Mitarbeitern von 20th Century Fox einen Oscar für technische Verdienste (Academy Technical Achievement Award) für die Entwicklung einer „20th Century-Fox film processing machine“.
Capstaff starb 1960 im Alter von 80 Jahren. Sein Grab befindet sich auf dem Mount Hope Cemetery in San Diego.